# 阪急・阪神経営統合
阪急・阪神経営統合（はんきゅう・はんしんけいえいとうごう）は、2006年、阪急電鉄などの阪急東宝グループの持株会社である阪急ホールディングス（阪急HD）が、阪神電気鉄道の株式を取得し、その経営権を取得したうえで阪神電気鉄道を完全子会社化し、自らは阪急阪神ホールディングスに商号変更する形式で行われた経営統合。この経営統合により阪急阪神東宝グループが発足した。

## 経緯
2005年8月頃まで450円前後で推移していた阪神電気鉄道の株式は9月頃から急激に上昇を始めた。同社においては、当時好調であった阪神タイガースの成績が上昇要因とみて特に対策を取っていなかった。しかしながら、9月27日の村上ファンドによる大量保有報告書により、阪神電気鉄道株式の26.67%、阪神百貨店株式の18.19%の保有が明らかになり、村上ファンドは阪神電気鉄道の筆頭株主であることが同社経営陣にも知られることとなった。その当時、株価は最高で1,200円を超えるまでに至った。
翌2006年5月10日には、村上ファンドの保有株式は46.82％まで増え、阪神電気鉄道に対して一定の発言権を有するに至ったことから、経営に関する様々な提案を行った。
阪神電気鉄道側は対抗策として、企業価値向上の取り組み発表、阪神甲子園球場のリニューアルや京阪電気鉄道との統合交渉（妥結には至らず）などを行ったが後手に回り、抜本的な解決策とはならなかった。その間も、村上ファンドから阪神タイガースを上場すべき等、各種の提案を受けた。
その後、阪神電気鉄道は2006年3月中旬に阪急HDとの経営統合を阪急HD側に提案、4月に基本合意が得られ、阪急HDは阪神電気鉄道株式のTOBを行うことを発表した。
村上ファンドは株主総会に向けた株主提案書を提出し、5月2日に開封された書簡で役員を派遣して経営に参入する意図があることが明らかとなった。しかしながら、TOBは予定どおり5月20日から6月19日までの1か月間行われた。
その間、村上ファンドの証券取引法違反の疑いにより村上世彰代表が取り調べを受けるに至り、村上ファンドがTOBに応じることとなった。その後、村上代表の逮捕、代表辞任もあり、村上ファンドは阪神電気鉄道買収を断念、保有していた同社株式をすべてTOBにより売却した。
こうして、阪急HDは阪神電気鉄道株式の64.76%を保有することになり、同社を連結子会社化することで経営統合へ大きく前進した。
2006年6月29日には、阪急HD・阪神電気鉄道それぞれにおいて株主総会が開催され、2006年10月1日付で阪急HDと阪神電気鉄道の株式交換を行うことが承認された。これにより、同日、阪急HDは阪神電気鉄道を完全子会社化して、経営統合を果たした。
また、阪急HDは商号（社名）変更して、阪急阪神ホールディングスとなった。阪急電鉄と阪神電気鉄道の経営統合は、戦後初の大手私鉄の再編である。

## 村上ファンド側の買収理由と世論
村上ファンドは、資産価値に比べて株価が割安と判断した会社の株式を大量に取得した上で経営陣に対して資産価値に見合う株価になるような施策を求め、株価が上昇した時点で売り抜けて利ざやを稼ぐという投資スタイルをとっていた。
ちょうど、西武鉄道の再建問題が起きていたこともあり、全国の鉄道会社の資産価値を調査した村上ファンドのファンドマネージャーである村上世彰は、鉄道会社の資産価値は低く評価され、株価が割安であることに気づき、鉄道会社の株式取得を考える。

### 買収
阪神電気鉄道の株価は、村上ファンドが同社株式を取得するまでは概ね300円から350円程度の間で推移していた。
バブル期の1989年に上場来高値1,490円をつけたこともあったが、2003年の阪神タイガースフィーバー時でも450円程度が高値であり、また2005年の阪神タイガース優勝時でも400円程度にしか上昇しなかったように、阪神電気鉄道株は阪神タイガース絡み以外では大きなトピックもなく、またその当時でも阪神電気鉄道以上の経営規模を持つ阪急電鉄の株価の半値程度であったことから、株式市場・投資家からは『阪神電気鉄道の株価は適正水準』と見做されていた。だが、「阪神電気鉄道とは、実体は『鉄道事業も行う不動産会社』である」とコメントしている証券アナリストもいた。
村上ファンドは阪神電気鉄道の持つ資産内容に着目し、
- 西梅田・阪神甲子園球場など沿線に自社が保有する不動産が、実勢価格ではなく取得時の簿価で評価され、500億円にも達する大きな含み益を内包していたこと。
- 阪神タイガースという超優良コンテンツを保有していること。
- 当時建設中だった西大阪延伸線（現・阪神なんば線）を通じて、キタ（梅田）と神戸だけでなく、ミナミ（なんば）や奈良にもアクセスし、将来的に関西の広大な鉄道ネットワークを構成する。

特にこの3点に着目して、『その資産価値が株価に反映されておらず、株価は充分に上がるポテンシャルを持つ』と判断するに至り、2005年9月に阪神電気鉄道の株式取得を始めた。多くの株式を取得した事実を大量保有報告書の形で報告するまでに時間的余裕があることを活用して、その間に株式の取得を大幅に進め、対して阪神電気鉄道の経営陣が敵対的買収に全く無警戒で一切対策を取っていなかったこともあり、村上ファンドは最終的に過半数近くの同社株式を取得するに至る。
村上ファンドが阪神電気鉄道の株式取得にあたり、まず着目したのが償還（満期日）直前の同社CBであった。償還直前なので額面（100円）以上の価格で取得したとしても損失額は大きくなく、むしろ株式に転換して株価の上昇後に高値で売り抜けば利益を得られる、と判断したのである。
次に注目したのが、阪神百貨店株式（当時は大証1部上場）であった。阪神百貨店については、親会社の阪神電気鉄道が2005年10月1日付で完全子会社化して上場廃止にすること、また阪神百貨店株1に対し阪神電鉄株1.80を割り当てることが発表されていた。即ち、阪神百貨店株を同年9月までに取得すれば、その1.8倍の阪神電気鉄道株を取得できることを意味していたため、村上ファンドは併せて阪神百貨店の発行済み株式の18.19%を取得した。

### 報道
大量保有報告書の公表で、村上ファンドが大量の阪神電気鉄道株を所有することが報道されるが、阪神タイガースに焦点を当てた報道が多くされたことや、村上世彰が阪神タイガース上場案を口にしたことで、阪神ファンをはじめとする野球ファンや関係者などの反発を買う。

### 京阪との統合案
村上ファンドとしては、京阪電気鉄道と阪神電気鉄道を統合させる思惑があり、阪神電気鉄道もかつて京阪電気鉄道との統合を検討したことがあったことから、同社との株式買取の交渉を行った。しかし、村上ファンドの希望する買い取り価格が高いため合意できず、暗礁に乗り上げる。

### 阪急への要請
そこで、阪神電気鉄道経営陣は交渉先を阪急HDに変更して、村上ファンド保有の株式買取を要請する。阪急HDも梅田駅前に多くの資産を有する阪神電気鉄道は魅力的だったこともあり、ホワイトナイトとして名乗りを上げる。
阪急HDと村上ファンドの間にも買い取り価格に開きがあり、交渉は難航した。村上ファンドは、株主提案権を行使して取締役の過半数について選任案を提出するなど、経営権取得もちらつかせながら買い取り価格の引き上げを求めた。
一方、阪急HDと阪神電気鉄道も、村上ファンドと合意が無いまま、2006年5月29日にTOBとTOB成立を条件とした株式交換を行うと発表。
その後、2006年6月に東京地方検察庁による村上ファンドへの強制捜査が行われるに至り、株価下落による損失を避けたかった村上ファンドがTOBに応じる姿勢に転換した。

## 統合後の態様
統合の形態としては、すでに阪急電鉄グループが持株会社制に移行したばかりであることから、共同の持株会社を新たに設立するのではなく、阪神電気鉄道が阪急HDの傘下に入り、阪急側の持株会社の商号を変更するという形をとった。
経営統合を行った2006年10月1日時点の資本関係は、次のとおりであった。
- 阪急阪神ホールディングス株式会社（持株会社） - 阪急ホールディングス株式会社から商号変更
  - 阪急電鉄（100%子会社）
    - 宝塚歌劇団（阪急電鉄の一部門）[注釈 1]

  - 阪神電気鉄道（100%子会社）
    - 阪神百貨店（阪神電気鉄道の100%子会社）現在はエイチ・ツー・オーリテイリング（阪急阪神百貨店）に統合
    - 阪神タイガース（阪神電鉄の100%子会社）

  - 阪急ホテルマネジメント（100%子会社）現・阪急阪神ホテルズ
    - ホテル阪神（阪急ホテルマネジメントの100%子会社）現在は阪急阪神ホテルズに統合

  - 阪急交通社（100%子会社）現・阪急阪神交通社ホールディングスグループへ再編

当時、阪急ホールディングスとともに阪急東宝グループ（現阪急阪神東宝グループ）を形成していた阪急百貨店と東宝は、阪急ホールディングス傘下ではなかったため、この経営統合には関与しなかった。そのため、阪急阪神ホールディングスにとっては、阪神百貨店や阪神タイガースは傘下企業となるが、従来から関係の深い阪急百貨店グループや東宝グループは傘下企業ではないという状態となっていた。
しかし百貨店事業に関してはその後、この経営統合をきっかけとして、翌年の2007年10月には、阪急百貨店が株式交換で阪神百貨店を完全子会社化した上で、持株会社形式による経営統合（「エイチ・ツー・オーリテイリング」の発足）が行われた事により、これまで旧阪急百貨店グループとしては、資本的なつながりの少なかった阪急阪神ホールディングスとも、一定の資本関係を持つことになった。さらにその翌年の2008年10月には、持株会社傘下の百貨店事業会社が合併した「阪急阪神百貨店」も発足した。この百貨店事業の経営統合・合併の詳細については、エイチ・ツー・オーリテイリングを参照のこと。
2006年9月の経営統合直前には、阪急梅田駅で阪神タイガースの広告が、また阪神梅田駅には宝塚歌劇の広告がそれぞれ掲示され、両者の重要なコンテンツを活用しようとする動きもあった。なお、当時の阪神タイガースの経営、および系列百貨店における優勝・応援セールに関する阪神電鉄の見解については、阪神タイガース経営を参照のこと。

## 経営統合後の経営に関する課題

### TOBに要する費用
阪急HDはバブル崩壊・阪神・淡路大震災・少子高齢化による乗客の減少等の経営負担の要因を抱え、大きな負債を有する等、必ずしも経営状態が良い訳ではなく、本来経営状態の良い阪神電気鉄道株式のTOBを提案する状況ではないと考えられていた。
しかし、村上ファンドが電鉄会社の経営に参加することに対する不安感から、阪急HDは「ホワイトナイト」の立場として理解されていた。そのため、TOB条件の価格設定は930円とされ、買収比率の上限を設定しなかった。
しかしながら、村上の逮捕を受けて村上ファンド側が経営権取得を諦めて一転TOBに応じたこと、2006年6月の平均株価の下落を見て10月に行われる阪急HDへの株式交換（阪急HD株:阪神電気鉄道株=1.4:1）よりも、TOBに応じて現金化した方が有利な状況が続いたこと、また、TOB後には株価がさらに下落すると見た投資家から売却や空売りが相次ぎ、株式市場での株価はTOB価格を下回った。
最終的にTOBで獲得した株数は、村上ファンドへの対抗を目的として設定した成立条件である45%を大きく上回り63.71%となった。
阪急HDは、TOB価格930円が妥当な買収価格であることを主張した。
その後、9月26日の阪神電気鉄道株式の上場廃止時における株価は990円に昇り、経営統合が両者の今後の経営に良い影響を及ぼすものとする市場の好感が目立っていた。しかしながら、買収額の高騰から統合後の有利子連結負債額は1兆3000億円をも超す巨大なものになるに至った。

### 鉄道・バス路線の効率的運用への期待
阪急HDの財務アドバイザリーでもある佐山展生GCA代表によると、阪急電鉄は山沿いで阪神電気鉄道は海沿いと通過している地域が異なり、利用している沿線住民も異なることから、阪急電鉄と阪神電気鉄道の直接の競合はないことがわかっている。歴史的に、北側は阪急電鉄の、南側は阪神電気鉄道の商圏が形成されてきたため、経営統合の結果、長らくつながりのなかった阪急と阪神の両商圏をつなぐ動線が生まれる効果を期待する評価もある。
また、神戸市内で乗り換え可能な神戸電鉄は阪急HDの関連会社であり、山陽電気鉄道は阪神電気鉄道の関連会社である。それら4社が、神戸市とともに出資している神戸高速鉄道とも合わせて、京都から姫路に至る5社がすべて関連会社化することから、その運賃設定等、需要拡大に向けた取り組みが注目されている。
その後の2007年10月には、2009年春を目処に神戸市が保有する神戸高速鉄道株を阪急HD（あるいはその子会社）に譲渡する方針を明らかにした。
2009年3月20日には阪神なんば線の西九条 - 大阪難波間が開通し、神戸と梅田間を結ぶ役割以外にもミナミや近畿日本鉄道・南海電気鉄道沿線間を結ぶ役割が生まれている。
バス事業においては、阪急バスや阪神電鉄バス（当時は電鉄本社が、バス路線の一部を直営していた）・阪神バス（当時より一部バス路線を分社化。現在は電鉄直営だったバス路線を含め「阪神バス株式会社」へ一本化）など、広範にわたる阪神間のバス路線の見直しも行われた。これまで連絡バスのなかった阪急西宮北口駅と阪神西宮駅間の路線が開設されたほか、バス共通回数券・共通乗車カードを販売している。2012年4月1日からは、阪急バス・阪急田園バス・阪神バスの3社共通のIC乗車カード「Hanica」の発売を開始した。

### 阪神タイガース経営
阪神電気鉄道の企業価値向上策のひとつとして阪神タイガース上場を村上ファンドが提案した事に対して、阪神電気鉄道、球団経営陣は言うに及ばず、野球関係者や一般のファンらも含めて、村上の考え方は球団経営やファン心理とは相容れない物として大きな反発を招いた。これについて村上は、ファンの感情を読み誤ったと述べている。
一方、多くのファイナンシャルプランナーは各々のブログや評論において、球団経営方法に新しい考え方を導入するものとして、提案を歓迎する意見を述べた。球団がファンのものであるか、経営コンテンツとして存在すべきものであるか、将来的なプロ野球経営の方向性を問う課題ともなった。

#### 預かり保証金問題
2006年7月5日のプロ野球オーナー会議は、阪神タイガースの処遇について、阪急HDが事実上の球団経営に携わるとの見解を示し、新規加入と見なして預かり保証金や手数料など計30億円を日本野球機構に納入させることを取り決めた。
阪神球団側は、過去70年以上に渡り阪神電気鉄道が球団経営を行ってきたというこれまでの貢献を主張し、また、球団としての経営実態は何ら変わることがないとして免除を求めていたが、旧阪急電鉄が阪急ブレーブス（現：オリックス・バファローズ）の球団譲渡を行ったこともあり、オーナー会議は球団の長期保有を保証させる必要があるとして、担保として保証金の預託を求めた。
この背景に、球団経営を行う会社としての十分な信用を得るまでに隔たりがあると見られる。また、球団を入手するために球団の親会社を買収する手法が取られた場合に、あくまでも親会社の買収に過ぎないとして保証金等の支払いを免れる事を防止する為の処置との見解も出されている。
その後、阪急電鉄と阪神電気鉄道が統合された後の2006年10月2日に開かれた日本野球機構の理事会で、新会社である阪急阪神ホールディングスを再審査することを決定。2006年12月4日の理事会において、手数料分を除く29億円の免除を発表する形で決着した。

#### 阪神タイガース優勝・応援セール
経営統合目前の2006年9月29日に阪神電気鉄道は、阪神タイガースが逆転優勝した場合でも（実際にはこの時点で中日ドラゴンズに次いで2位）、優勝セールを阪急百貨店において実施することは許容しない、との社長見解が公表された。これについては、経営統合の形態が、当時の阪急ホールディングスによる阪神電気鉄道の事実上の吸収合併に等しいと位置付けられていた(実際は買収なので、存続法人登記の問題にすぎないともいえる吸収合併よりも資本比率上はさらに一方的である)ことと見られ、そのことに対する「わだかまり」によるものである、との報道（朝日新聞）もなされた。
その後、2007年10月には百貨店事業の持株会社形式による経営統合（「エイチ・ツー・オー リテイリング」が発足）した事に加え、翌年2008年10月には、持株会社傘下の百貨店事業会社が合併した「阪急阪神百貨店」が発足したこともあり、その合併発足記念セールの一環として、「目指せ日本一！阪神タイガース応援セール」（セントラルリーグ・クライマックスシリーズ進出決定記念セール）が、阪神百貨店の各店に加え、阪急百貨店の各店でも開催された。
2010年10月にも、同球団がセントラルリーグの公式戦の順位が2位に確定したことで、同様のセールが行われた。
2023年9月14日、同球団がセントラルリーグ優勝と日本一を達成したが、優勝セール自体は阪神百貨店とエイチ・ツー・オー リテイリング傘下のスーパーマーケット（阪急オアシス、イズミヤ、カナート、関西スーパーマーケット）のみが対象となり、阪急百貨店については懸垂幕の掲出のみとなった。この措置は公式には百貨店の店舗ブランドごとの性格分けのためとしているが、一方で阪急直系の阪急ブレーブスの後身であるオリックス・バファローズが対戦相手となることがクライマックスシリーズの結果次第で想定され、結果的にそれが実現したことによる過去の阪急ブレーブス関係者やファンへの配慮と、同球団の傍系の前身である大阪近鉄バファローズと同系の近鉄百貨店に対する配慮が関係しているかは不明である。

#### フロント人事
経営統合後も基本的に阪神電気鉄道系の人物が要職を務めてきたが、2023年より阪急電鉄出身で阪急阪神ホールディングス社長の杉山健博がオーナーに就任する見通しであることが2022年12月にマスコミで報じられた。

## 過去の合併検討
阪神電気鉄道と（箕面有馬電気軌道→阪神急行電鉄→京阪神急行電鉄→）阪急電鉄は、同社が1920年に神戸本線を敷設し、阪神の保有する阪神本線と並行するようになった。
また、阪神が宝塚へ進出しようと、宝塚尼崎電気鉄道という会社を支援したこともあり、何度か両社の合併が検討されたが、実現には至らなかった。
並行路線の合併が実現した例としては、1940年の阪和電気鉄道（JR阪和線の前身）と南海鉄道の合併がある。
- 1913年暮れ頃 阪急の前身である箕面有馬電気鉄道との合併が破談に
- 1927年頃 詳細不明
- 1932年頃 鉄道不振の解決策として鉄道大臣より合併を勧告される。以後、40年代まで検討は断続的に続けられた。